# Signal House Pier

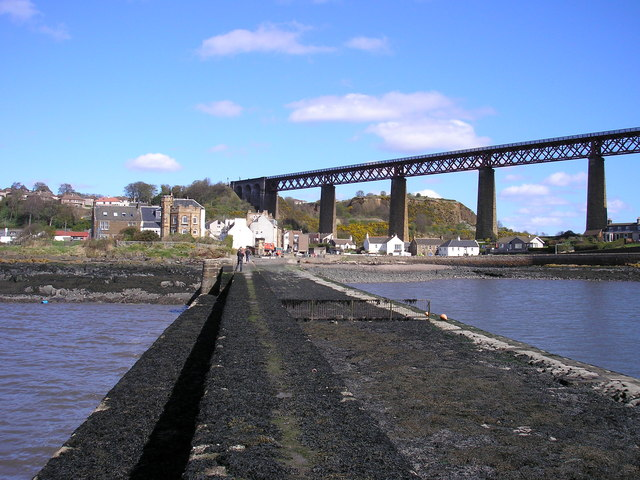
Blick entlang des Signal House Piers

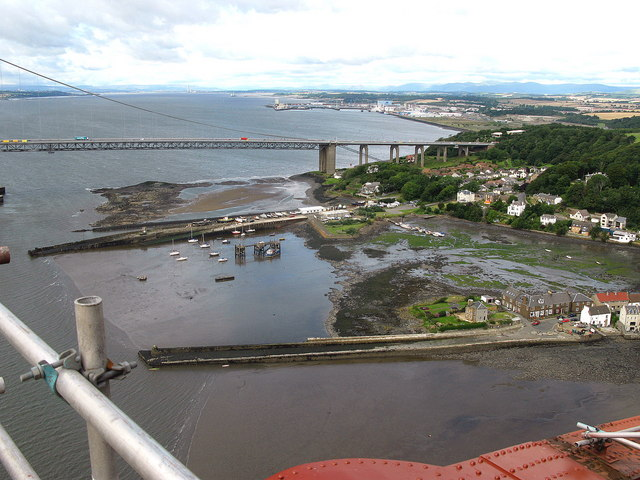
Blick von der Forth Bridge mit dem Signal House Pier im Vordergrund

Der Signal House Pier ist ein Schiffsanleger in der schottischen Ortschaft North Queensferry in der Council Area Fife. 1973 wurde das Bauwerk als Einzeldenkmal in die schottischen Denkmallisten in der höchsten Denkmalkategorie A aufgenommen. Des Weiteren bildet es zusammen mit dem Battery Pier, dem Lantern Tower und dem Signalhaus ein Denkmalensemble der Kategorie A.

## Geschichte
Spätestens seit dem Mittelalter war North Queensferry Standort eines Fähranlegers über den Firth of Forth, woher sich auch der Ortsname sowie der des gegenüberliegenden South Queensferrys ableitet. Im Jahre 1809 gründete sich die Forth Ferry Trustee Company. Per Parlamentsbeschluss wurden die Eigner des Fähranlegers im Folgejahr zum Verkauf der Fährrechte verpflichtet. In der Folge erhielten sie eine Kompensationszahlung in Höhe von 10.000 £. Die Anleger an beiden Ufern des Meeresarms befanden sich zu dieser Zeit in schlechtem Zustand. Aus diesem Grund wurde der schottische Ingenieur John Rennie mit der Überarbeitung und Erweiterung der Anlagen betraut. Der heutige Signal House Pier entstammt dieser Bauphase, die zwischen 1810 und 1813 anzusiedeln ist. Die Gesamtkosten der Arbeiten auf beiden Seiten des Firth of Forth, die auch den Battery Pier umfassten, beliefen sich auf 33.825 £.
Der Signal House Pier stellte zunächst den wesentlichen Schiffsanleger North Queensferry das. Nur bei Niedrigwasser wurde bevorzugt der Battery Pier genutzt. Mit der Inbetriebnahme des Fährschiffs Queen Margaret wurde 1820 eine Verlängerung der Anlage erforderlich. Diese führte der Ingenieur Thomas Telford bis 1823 aus. Bei einem Besuch im Jahre 1842 legte das Schiff Königin Viktorias und Prinz Alberts am Signal House Pier an. Im Jahre 1877 wurde westlich mit dem Railway Pier ein neuer Schiffsanleger erbaut. Dieser wurden in der Folge überwiegend genutzt. Mit der Eröffnung der Forth Road Bridge im Jahre 1964 wurde der Fährbetrieb in North Queensferry eingestellt und der Signal House Pier obsolet.